# Rubus roseus
Rubus roseus är en rosväxtart som beskrevs av Jean Louis Marie Poiret. Rubus roseus ingår i släktet rubusar, och familjen rosväxter.

## Underarter
Arten delas in i följande underarter:
- R. r. lechleri
- R. r. santarosensis
- R. r. rosaeflorus
- R. r. coriaceus